# Araneus caudifer
Araneus caudifer là một loài nhện trong họ Araneidae.
Loài này thuộc chi Araneus. Araneus caudifer được Wladislaus Kulczynski miêu tả năm 1911.